# Floorball club biterrois
Maillots
Le Floorball club biterrois est un club de floorball français fondé en 2008 et basé  à Béziers. Le club est surnommé les Chats biterrois. Après avoir terminé vice-champion de France Division 2 pour la saison 2010-2011, il est promu en Championnat de France Division 1.

## Palmarès
- Championnat de France Division 2 :
  - Vice-champion (1) - 2011